# طواف إينكو 2012
طواف إينكو 2012 هو سباق دراجات هوائية أقيم بتاريخ 6–12 أغسطس 2012، تكون السباق من 7 مراحل وامتدّ لمسافة 1040. 6 كم بسرعة 41.87 كم/س، استغرق السباق 24 ساعة 51 دقيقة 13 ثانية. فاز به الهولندي لارس بوم وحلّ ثانيا سيلفان تشافانيل.

## الترتيب
| م                     | الدرّاج          | البلد  | الزمن                     |
| --------------------- | --------------- | ------ | ------------------------- |
| الفائز بالترتيب العام | لارس بوم        | هولندا | 24 ساعة 51 دقيقة 13 ثانية |
| الثاني                | سيلفان تشافانيل | فرنسا  |                           |

## روابط خارجية
- طواف إينكو 2012 على موقع إحصائيات الدراجات الإحترافية (الإنجليزية)